# Isla Farrel
L'isla Farrel è un'isola del Cile meridionale nell'oceano Pacifico. Appartiene alla regione di Magellano e dell'Antartide Cilena, alla provincia di Última Esperanza e al comune di Natales. L'isola fa parte dell'arcipelago di Hanover.

## Geografia
L'isola Farrel si trova nella parte nord-ovest dell'arcipelago, tra l'isola Doñas (a ovest, separata dal canale Rayo) e l'isola Hanover (a est e a sud, separata dal canale Farrel); a nord si affaccia sul canale Inocentes. L'isola è solcata da profonde insenature e fiordi sui lati est e ovest. La sua superficie è di 324,9 km² e ha uno sviluppo costiero di 256,1 km; misura circa 15 miglia di lunghezza per 10 nel punto di massima larghezza.